# ビッグサー
ビッグサー（英: Big Sur）は、アメリカ合衆国カリフォルニア州のセントラルコーストにある人口の希薄な地域である。サンタルシア山脈が太平洋岸から急に立ち上がっている所にある。「ビッグサー」という名前は元々「大きな南」を意味するスペイン語"el sur grande"から、あるいは「南の大きな国」を意味するスペイン語"el país grande del sur"から来ている。その地形は絶景の連続であり、人気のある観光地になっている。コーン山は標高5,155フィート (1571 m) あり、大陸アメリカ合衆国48州の海岸線にある山としては最高峰であり、太平洋から僅か3マイル (4.8 km) しか離れていない。
ビッグサーには具体的な境界が無いが、その多くの定義ではカーメル川から南にサンカルポフォロ・クリークまでの海岸線90マイル (140 km) で、内陸のサンタルシア山脈東部丘陵までの幅約20マイル (32 km) の地域である。別の定義では東側の境を山脈の海岸側側面までとし、幅は僅か3マイル (5 km) から12マイル (19 km) に限定している。さらに別の定義では太平洋岸を走るカリフォルニア州道1号線のサンシメオンからカーメルまでの区間としている。
ビッグサーの北端はサンフランシスコから約120マイル (190 km) 南にあり、南端はロサンゼルスから北西に約245マイル (394 km) である。

## 歴史

### インディアン
インディアンのオローニ族、エセレン族およびサリナン族という3部族が、現在ビッグサーと呼ばれる地域に住んだ最初の人類である。考古学的調査に拠れば、彼らは数千年前からこの地域に住み、遊牧的狩猟採集生活を営んでいた。
その物質文明の幾つかの名残が残されている。鏃は黒曜石と燧石で作られており、これらの石の最も近い採取場所がシエラネバダ山脈や北カリフォルニアの海岸山脈であることから、数百マイル離れた部族と交易を行っていたことを示している。
インディアンは季節によって食料資源を追って動き、冬には海岸近くに住んでムール貝、アワビなど豊富な海の産物を採取し、その他の季節には内陸に行ってオークのドングリを採取した。大きな露出した岩の中をボウル状に刳り貫いて作った岩の臼がビッグサー全域で見つかっており、ドングリを挽いて粉にしたと考えられている。これら部族は火を扱うことを身につけ、木を生長させ食糧生産を増やしていた。

### スペインの探検と開拓
ビッグサーを最初に見たヨーロッパ人は1542年にフアン・カブリロが率いたスペイン人船員だった。カブリロは上陸することなく海岸を北上した。その後2世紀経ってからスペインはこの地域の植民地化を試みた。1769年、ガスパル・デ・ポルトラが率いた遠征隊がビッグサーの南側、サンカルポフォロ・キャニオン近くに足を踏み入れた最初のヨーロッパ人だった。その隊は切り立った崖に恐れをなしてこの地域を避け、内陸に進んだ。
ポルトラは1770年にモントレー湾に上陸し、カリフォルニアにおける伝道所の大半を設立することに貢献したフニペロ・セラ神父と共にモントレーの町を設立した。モントレーはスペインの植民地アルタ・カリフォルニアの首都になった。スペインはこの時期にビッグサーという名前をこの地につけた。それは南の大きな国という意味だったが、そこは首都モントレーの南にある広大で探検が行われておらず、通り抜けもできないような土地だったので、短く「大きな南」el sur grande,と呼ばれることが多かった。
スペインの植民地化によってインディアンの人口が激減した。その大半は18世紀にヨーロッパから伝わった疫病で死ぬか、伝道所での強制労働と栄養不良で死んだ。残ったものたちは19世紀にスペインとメキシコの牧場主達の生活と同化していった。

### ランチョとホームステッド
メキシコが1821年にスペインからの独立を果たした時、カリフォルニアの他地域と同様ビッグサーもメキシコの一部になった。1834年、メキシコの総督ホセ・フィゲロアがビッグサーの北部でフアン・バウティスタ・アルバラドに広さ8,949エーカー (36 km²) の特許土地ランチョ・エル・スルを与えた。その後間もなくアルバラドの姻戚による叔父ジョン・B・R・クーパー船長がこのランチョを所有した。ビッグサーに今も残っている最古の建物は「クーパー・キャビン」と呼ばれ、1861年にクーパーの牧場に建てられたものである。
1848年、米墨戦争の結果として、メキシコはカリフォルニアをアメリカ合衆国に割譲した。1862年にアメリカでホームステッド法が成立した後、幾らかの頑健な開拓者が広さ160エーカー (0.6 km²) の無料の土地に惹きつけられてビッグサーに移動してきた。地元の地名はこの時期の開拓者に因むものが多い。例えば、ガンボア、ファイファー、ポスト、パーティントン、ロスおよびマックウェイなどであり、よくある名前になっている。この地域はイングランドとスペインの歴史的遺産を継承し、新しい開拓者は英語とスペイン語を混ぜて「ビッグサー」という地名を使うようになった。

### 産業化の時代とゴールドラッシュ

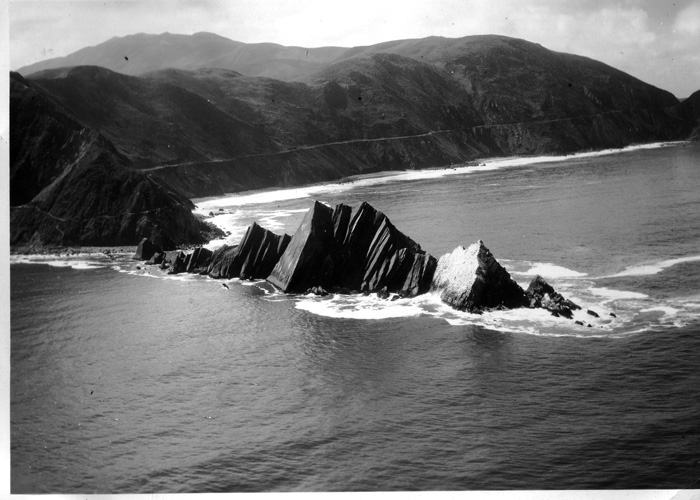
1930年代に撮影されたビッグサー

1860年代から20世紀への変わり目に掛けて、製材業が海岸に近いセコイアの木の大半を切り倒した。地元経済はタンオークの樹皮を取ることに基づく産業に加え、金の探鉱、および石灰岩の切り出しが行われ、今日よりも多くの仕事を提供し、人口も多かった。1880年代、ゴールドラッシュのブームタウンであるマンチェスターが南部のアルダー・クリークに出現した。この町は人口200人となり、店舗4店、レストラン1軒、酒場5軒、ダンスホール1軒およびホテル1軒ができたが、20世紀への変わり目から間もなく放棄され、1909年に大火で消失した。産業のために物資を供給するための信頼できる道路が無かったので、地元の事業家が海岸のビックスビー・ランディングなど幾つかの入り江に小さな船が寄せることのできる上陸施設を建設した。これら上陸施設は現在どれも残っておらず、この短期間に終わった産業の時代の名残はほとんど見ることができない。岩が多く孤立した地形のために最も頑健で自立できた開拓者以外は残れなかった。モントレーの町まで30マイル (50 km) の距離は荒く危険な道を荷車で3日間を要していた。

### カリフォルニア州道1号線開通の前後
産業化のブームが萎んだ後、20世紀の初期はほとんど変化が無く、ビッグサーはほとんど近づきがたい原生地域のままだった。1920年代後半になって、全地域で2軒の家だけが水車と風車で発電した電気を利用していた。人々の大半は1950年代初期にカリフォルニア電力グリッドが設立するまで電力無しに暮らしていた。
ニューディール政策による資金によって受刑者の労働力を使い、18年間の建設期間を経て、現在カリフォルニア州道1号線と呼ばれる2車線舗装道路が1937年に完成すると、ビッグサーは急速に変化を遂げた。この道路ができる以前、カーメルより南、サンシメオンより北の海岸は州内でも最も僻地であり、アクセスの難しいことではアメリカ合衆国の他のどこにも比べられないほどだった。州道1号線が地域の経済を劇的に変化させ、外界をより身近なものにし、牧場や農場は急速に旅行者を収容する場所やセカンドハウスに変わっていった。このような近代化が進んだとしても、地元住民が土地の保護のために戦ったことが大きく効いて、最悪の過剰な開発までは行われなかった。モントレー郡政府は1962年のランドマーク裁判で勝利し、州道1号線沿いに看板など目障りなものを立てることを禁じる権利を確保した。郡はさらに国内でも最も厳格な土地利用計画を採択し、州道1号線から見える範囲内に新しい建物の建設を禁じた。

### ビッグサーの芸術家と大衆文化

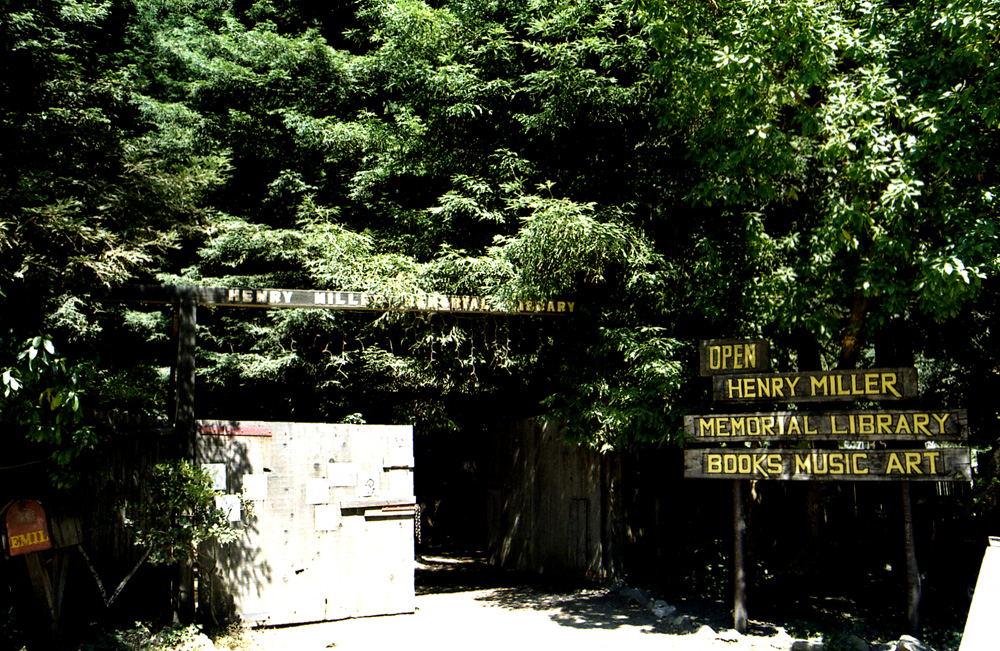
小説家ヘンリー・ミラーは1944年から1962年までビッグサーに住んだ

20世紀半ば、ビッグサーが比較的孤立している立地と自然の美しい景観があることで、異なる種類の開拓者、すなわち作家や芸術家をあつめるようになった。その中には詩人のロビンソン・ジェファーズ、小説家のヘンリー・ミラー、写真家のエドワード・ウェストン、作家のリチャード・ブローティガン、ジャーナリストで俳優のハンター・S・トンプソン、芸術家のエミリー・ノーマンおよび作家のジャック・ケルアックがいた。その中でもジェファーズが最初の者だった。その詩は1920年代からビッグサーの自然で野生のままの空間を全国の読者に紹介しており、それが後に多くの追随者を呼ぶことになった。ヘンリー・ミラーは1944年から1962年までビッグサーで生活した。1957年に著した『ビッグサーとヒエロニムス・ボッシュのオレンジ』は、現代生活の「空調が効いた夜」から逃れることからくる楽しみと苦難を表現している。ヘンリー・ミラー記念図書館はミラーの生活と作品に捧げられた文化センターであり、多くの観光客が訪れる場所になっている。ハンター・S・トンプソンは1961年の8ヶ月間、エサレン協会となる直前のビッグサー温泉の警備員と世話人として働いた。ここにいる間に全国に配布された雑誌「ローグ」の創刊号の記事を書き、ビッグサーの職人とボヘミアンの文化を紹介した。ジャック・ケルアックは1960年代初期にビッグサーにある友人の詩人ローレンス・ファーリンゲッティの丸太小屋で数日間を過ごし、そこでの経験を元に『ビッグサー』という題の小説を書いた。ビッグサーはこれら新参者と共にボヘミアンの評判を獲得した。ヘンリー・ミラーは、ある旅行者が「セックスとアナーキーのカルト」を探して彼の家のドアをノックしたと回想している。明らかにどちらも見つけられず落胆したその旅行者は自宅に戻った。ミラーはブローティガンの著作『ビッグサーの南軍将軍』の中で言及されており、その中で一組の若者が憧れのビッグサー生活を小さな掘っ立て小屋で試み、ハエ、低い天井、神経衰弱のビジネスマン訪問者、およびうるさい泣き声があらゆる人々を眠らせない2,452匹の小さな蛙に悩まされる情景を描いている。
ビッグサーはまた研究と瞑想の場所がある所にもなった。1958年のカトリック教会の男子修道院であるニュー・カマルドリ・ハーミテージ、1962年の作業所と退役者のセンターであるエサレン協会、および1966年の仏教者の修行所タサジャラ・ゼン・マウンテンセンターと続いた。エサレンには発生期の「ニューエイジ」世代の人物が多く訪れ、1960年代にはアメリカ合衆国で東洋哲学、「人間性回復運動」およびゲシュタルト療法を広める重要な役割を果たした。
この地域の人気が増し、その景観の美しさのために間もなくハリウッドの注目を引くようになった。オーソン・ウェルズと当時の妻リタ・ヘイワースは1944年に海岸を下って旅行したときにビッグサーのキャビンを衝動買いした。夫妻はそこで1夜も過ごしたことはなかったし、その資産は現在人気のあるレストランネペンセがある場所となっている。エリザベス・テイラーとリチャード・バートンは1965年の映画『いそしぎ』に出演し、ビッグサーの多くの場所でロケし、ネペンセに似せて建てられたスタジオでダンスパーティのシーンを撮影した。『いそしぎ』はビッグサーで撮影されたスタジオ映画の中でも数少ないヒット映画であり、筋の一部としてビッグサーという名前が出てくるものとしては唯一のものである。2006年に発売されたDVDでは、バートンがナレーションを務めるビッグサーに関する短編映画が入っており、ロビンソン・ジェファーズの詩を朗読している。もう一つビッグサーで撮影された映画として1974年の『Zandy's Bride』があり、ジーン・ハックマンとリヴ・ウルマンが出演した。リリアン・ボス・ロスの小説『The Stranger in Big Sur』の映画版は1870年代のロス家とビッグサー近傍の生活を写している。
音楽の世界では、ザ・ビーチボーイズが1973年のアルバム『オランダ』のカリフォルニア・サーガ3部作をビッグサーの岩だらけの荒々しさとその住民の文化をノスタルジックに表現することに捧げている。その第1部はこの地域のアウトドア環境を叙述し、第2部はロビンソン・ジェファーズの詩『The Beaks of Eagles』を使い、第3部は土地の文学と音楽界の人物を論じている。レッド・ホット・チリ・ペッパーズによる2000年のシングル『Road Trippin'』でもビッグサーが言及されている。この歌はリードボーカルのアンソニー・キーディス、ギター奏者のジョン・フルシアンテ、およびベース奏者のフリーが、ジョンのバンド復帰後にビッグサーでサーフィンを行うことになる自動車旅行について歌っている。その他音楽でビッグサーが歌われているものとしては、バケットヘッドのアルバム『Colma』に収録された『Big Sur Moon』、アイルランドのインディーバンド、ザ・スリルズのアルバム『So Much for the City』に収録された『Big Sur』がある。カティの歌『Bixby Canyon Bridge』に出てくるデス・キャブはジャック・ケルアックが滞在したキャビンに近い橋、ビックスビークリーク橋についてのものである。

### 現在のビッグサー

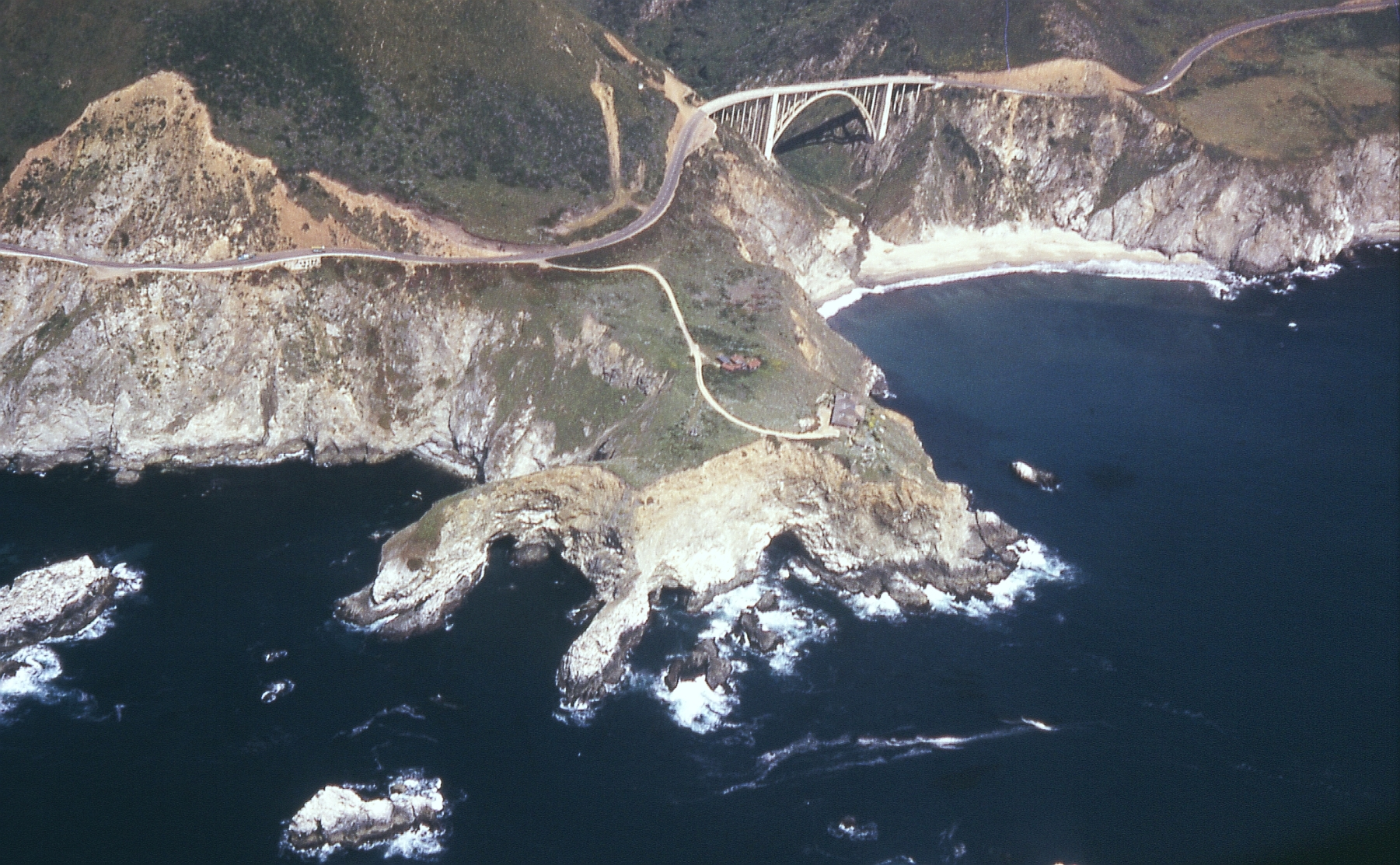
ビッグサーの海岸線、ビックスビークリーク橋が右手の岩の露出する部分に架かる、1965年6月撮影

2000年の国勢調査に拠れば、ビッグサーの人口は約1,000人であり、今も人口が希薄である。今日の住人は多様である。当初の開拓者や牧場主の子孫、芸術家など創造的な人々、さらに世界の娯楽や商業界出身の裕福な持ち家の者などである。不動産価格はその景観と同じくらい高く、大半の住宅価格は200万ドル以上している。都市化された地域は無く、ガソリンスタンド、レストランおよびモーテルが集まった場所3か所が「町」として地図上に載っていることが多い。すなわちビッグサー・バレーにあるビッグサー、ライムキルン州立公園に近いルシア、南側のゴーダである。その経済はほとんど全て観光によっている。海岸に沿った土地の多くは私有であるか州立公園に寄付されているかであり、広大なロスパドレス国立の森やフォートハンター・リゲット軍事保護区が内陸部大半に広がっている。山岳ばかりの地形、環境に関心が高い住民、および開発に適した土地が無いことでビッグサーはほとんど汚されず、孤立したフロンティアの神秘的雰囲気を残している。
2008年7月4日の独立記念日週末直前に起こったベースン・コンプレックス山火事で、2週間の立ち退きが強制され、州道1号線も閉鎖された。この山火事は13万エーカー (530 km2) を焼き尽くし、同時期に起こったカリフォルニア中で起こった山火事の中でも最大のものとなった。人命こそ損なわれなかったが、27軒の家屋を破壊し、観光に依存するその経済は夏の収入の約3分の1を失った。

## 気候

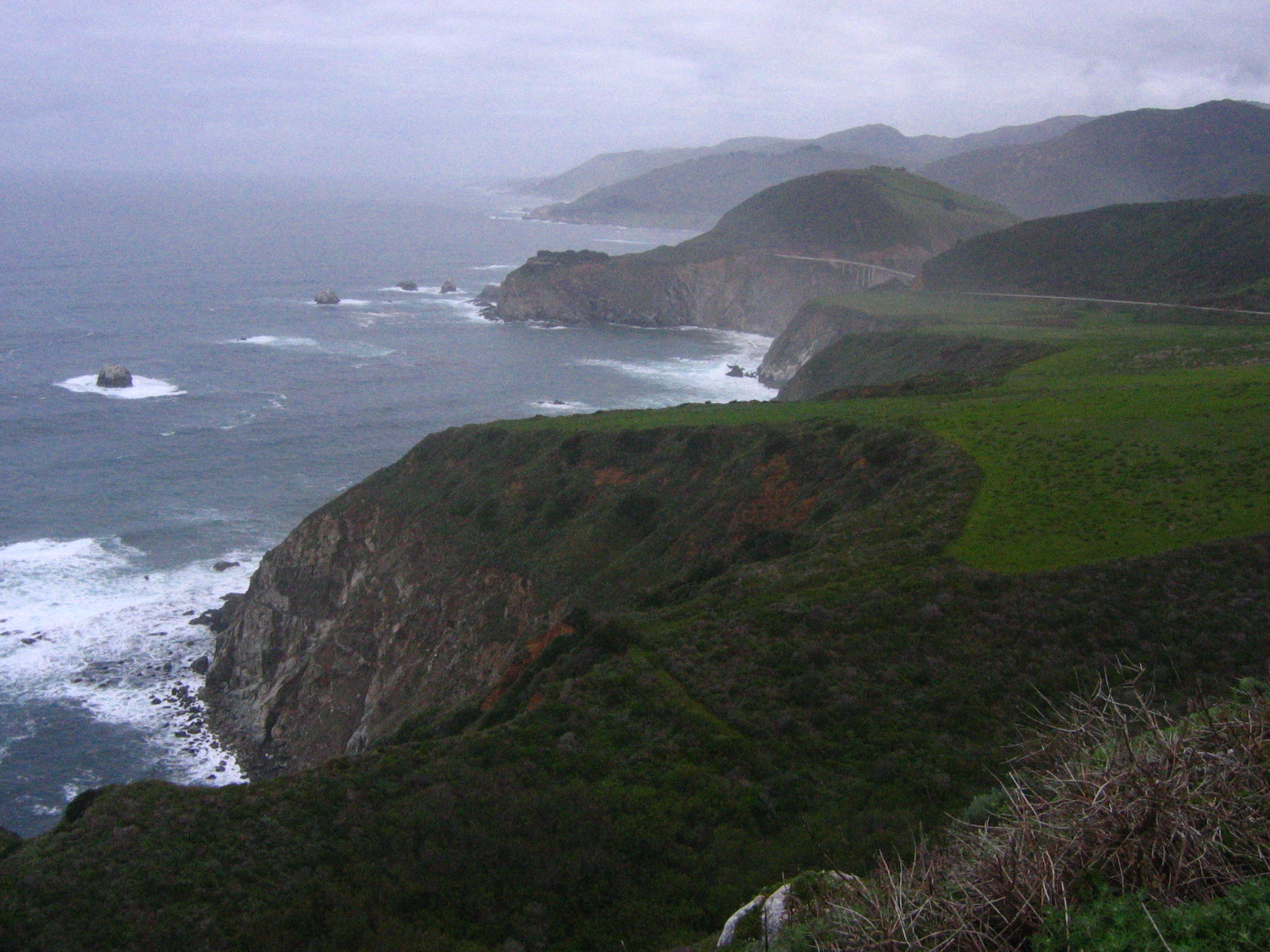
薄い霧が発生したビッグサー

ビッグサーの気候は、そのごつごつした地形のために多くの微気候を生じさせているので、一般的な形容は不可能である。セコイアの木がサボテンの見える範囲内にあることでは地球上で数少ない場所の1つである。概して一年中温暖な気候であり、夏と秋は日照があって乾燥し、冬は冷涼で雨が多い。海岸部の気温は年間を通じてあまり変化せず、6月から10月まで夜間の50°F (10℃) 台から日中の70°F (21℃) 台となり、11月から5月は40°F (4℃) 台から60°F (16℃) 台となっている。内陸部では太陽の温和な影響が無くなり、気温差が大きくなる。
アメリカ国立気象局の共同観測所がファイファー・ビッグサー州立公園にあり、その公式記録では1月が最も寒い月であり、平均最高気温は60.0°F (15.6℃) 、最低気温は43.2°F (6.2℃) である。8月が最も暑く、その平均最高気温は77.3°F (25.2℃)、最低気温は50.2°F (10.1℃) である。過去最高気温は2008年6月20日の102°F (38.9℃)、最低気温は1998年12月21日の27°F (−2.8℃) である。年間平均で90°F (32℃) を上回る日は8.8日、32°F (0℃) を下回る日は1.4日ある。
年間平均降水量は41.94インチ (1,065 mm) である。計測可能な降水日は年間平均62日ある。最も雨が多かった年は1983年で、88.85インチ (2,257 mm) であり、最も少なかった年は1930年で17.90インチ (455 mm) だった。1ヶ月間の降水量が最も多かったのは1995年1月の26.47インチ (673 mm)、24時間雨量で最も多かったのは1963年1月31日の9.23インチ (145 mm) だった。降水量の70％以上が12月から3月までに降り、夏はかなり乾燥した状態となる。計測可能な降雪は、海岸部では稀であり、月間降雪量の最大は1932年12月に記録された1.0インチ (2.5 cm) だったが、サンタルシア山脈の高度が高い地域では冬によく雪が降る。冬に豊富に雨が降ることで、岩や土砂が崩れて州道1号線を数日から数週間通行止めにすることがあるが、通常はすばやく修理が行われている。
地域南部のサンシモン近くでは気象記録を1975年までピードラス・ブランカス灯台で記録していた。その記録によれば、1月が最も寒い月であり、平均最高気温は58.6°F (14.8℃) 、最低気温は45.3°F (7.4℃) である。9月が最も暑く、その平均最高気温は64.2°F (17.9℃)、最低気温は51.9°F (11.1℃) である。年間平均で90°F (32℃) を上回る日はわずか0.1日、32°F (0℃) を下回る日も0.5日である。過去最高気温は1965年10月21日の91°F (33℃)、最低気温は1965年1月1日の29°F (−2℃) である。平均降水量は20.28インチ (515 mm) である。計測可能な降水日は年間平均48日ある。最も雨が多かった年は1969年で、41.86インチ (1,063 mm) であり、最も少なかった年は1959年で9.71インチ (247 mm) だった。1ヶ月間の降水量が最も多かったのは1969年1月の18.35インチ (466 mm)、24時間雨量で最も多かったのは1969年1月19日の5.28インチ (134 mm) だった。現在の気象記録はサンシモンにある公園本部で管理されており幾つかの新聞に掲載されている。
カリフォルニア州の中部と北部海岸の大半と同様、ビッグサーでは夏に濃い霧が発生する。夏の霧と夏の旱魃は同じ根本的原因によっている。大型の安定した高気圧が北太平洋で形成される。この高気圧は降雨を抑制し、北西よりの風を生む。この偏向した夏風が暖かい大洋表面の海水を南東に押し出して海岸から離し、冷たい深海水が浮上する。空気中の水蒸気がこの冷たい海水に触れて濃縮され霧を発生させる。霧は日中に海から離れ夜間に接近するが、時には暑い霧が終日海岸を覆う。霧は夏の間のビッグサー海岸に生える植物にとって水資源となる。大半の植物は直接空気中から水分を取るが、葉の表面に凝縮された水分は緩りと雨のように地面に落ちていく。

## 植物相と動物相

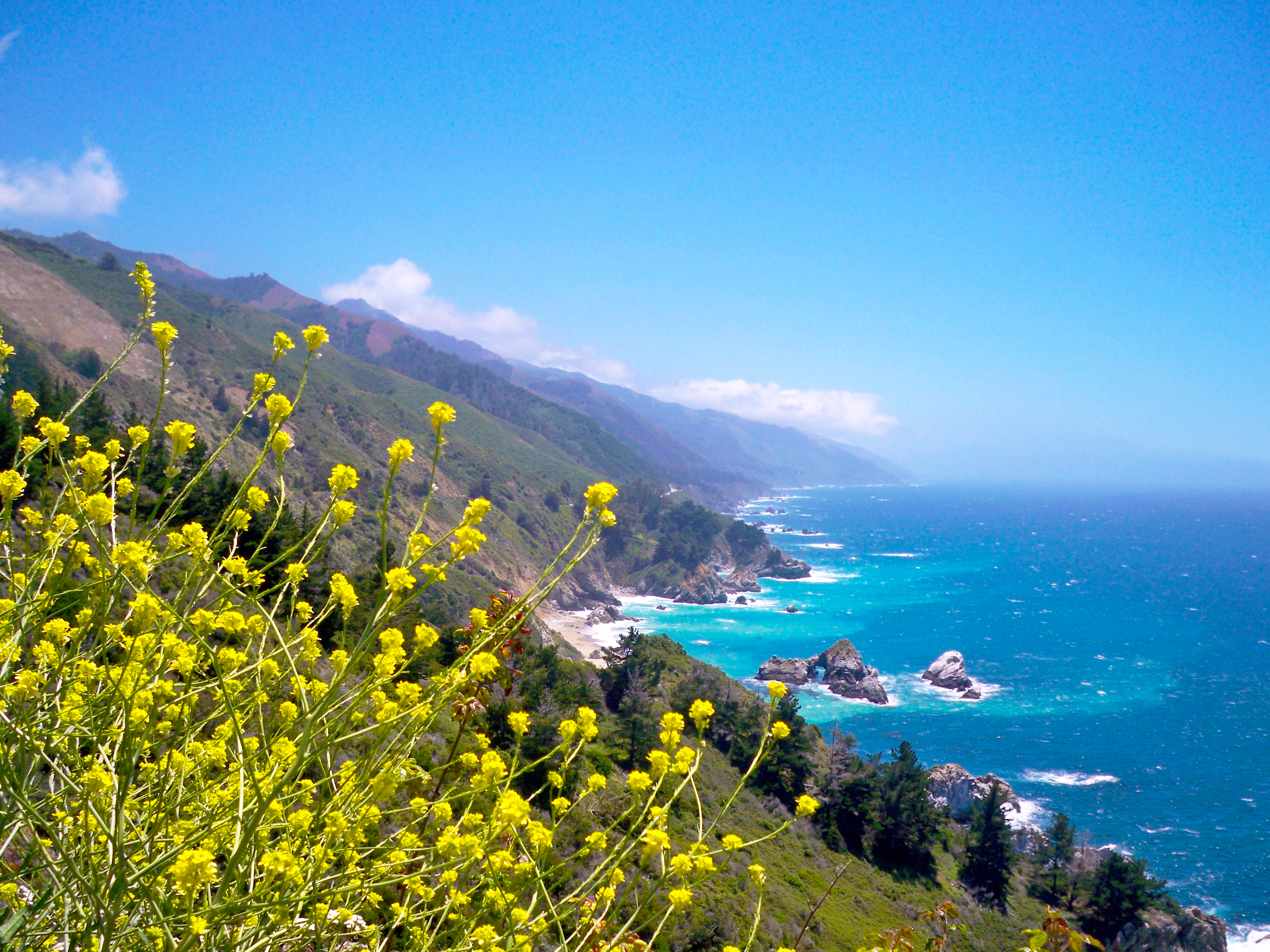
ジュリア・ファイファー・バーンズ州立公園に近いビッグサー海岸、方向は南を向いている

ビッグサーの多様な気候のために、野生のオーキッドで非常に個体数の限られているPiperia yadoniiのような希少種や絶滅危惧種など、生態系の大きな多様さに繋がっている。植物の茂る水辺の森林まで歩いて行ける範囲に、乾燥していて埃っぽいシャパラルで覆われた丘陵がある。山岳部は雲から水分の大半を捕まえてしまう。それが夏の霧、冬の雨と雪になる。このことでセコイア (Sequoia sempervirens) の生息域南限など針葉樹林には好都合の環境を生み出している。セコイアは夜に霧に覆われることの多い低い海岸山脈の斜面のみで成長している。ビッグサーのアクセスが難しいセコイア林の多くは切り出されたことが無い。科学者J・マイケル・フェイは2008年にセコイアの生息域全体を横断した結果として、古生セコイアの地図を出版した。セコイア切り出された地域では、その再生能力が高く、20世紀初期に伐採が中止されて以来大きく再生を果たしてきた。希少種のサンタルシアモミ (Abies bracteata) はその名前通りサンタルシア山脈でのみ見られるものである。よくある「外来種」としてはモントレー・パイン (Pinus radiata) がある。これは19世紀後半までビッグサーではあまり見られなかったが、防風林として多くの家屋所有者が植えてきた。タンオーク (Lithocarpus densiflorus) 、海岸生息オーク (Quercus agrifolia)、およびカリフォルニア湾月桂樹 (Umbellularia californica) のような広葉樹も多い。雨蔭では森林が消失し植生は開けたオークの林になり、よりなじみがあり火災に耐性があるカリフォルニア特有のシャパラルの低木地に移って行く。
ビッグサーでは数多い動物が見つかっている。両生類ではカリフォルニア・ジャイアント・サラマンダーが見つかっており、その生息域としては南限になっている。1997年、ベンタナ野生生物学会がカリフォルニアコンドル (Gymnogyps californianus) を飼育した後に放鳥を始めた。2006年にはセコイアの木に巣が1つ見つかっている。その個体数は、餌の大きな部分を占める大型海洋性動物の死骸が岸で洗われ、鉛に汚染されている可能性も低いということもあって、増加している。鉛中毒はコンドルにとって死亡率を高める重要な要因であり、鉛の銃弾で死んでいた動物の死骸を食することで起こると見られている。

## 人口の推計

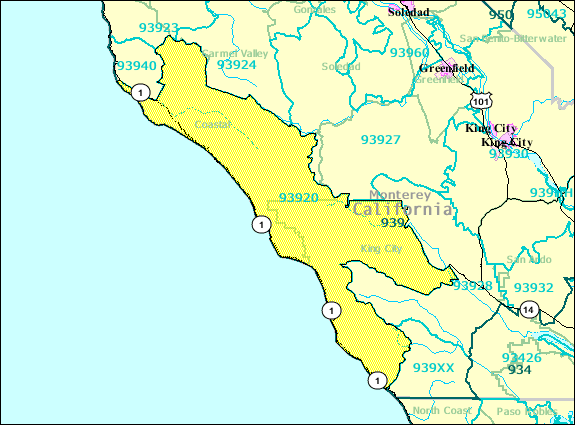
2000年国勢調査のための郵便番号93920地域

アメリカ合衆国はビッグサーを国勢調査指定地域に定義しては居ないが郵便番号93920の地域は指定している。ビッグサーはほぼこの郵便番号地域に含まれており、その統計データを利用することができる。
以下は2000年国勢調査の郵便番号93920地域に対する人口統計データである。
| 基礎データ - 人口: 996人 - 世帯数: 884世帯 - 住居数: 666軒 人種別人口構成 - 白人: 87.6% - アフリカン・アメリカン: 1.1% - ネイティブ・アメリカン: 1.3% - アジア人: 2.4% - 太平洋諸島系: 0.0% - その他の人種: 5.5% - 混血: 3.0% - ヒスパニック・ラテン系: 9.6% | 年齢別人口構成 - 18歳未満: 20.2% - 18-24歳: 4.5% - 25-44歳: 26.9% - 45-64歳: 37.0% - 65歳以上: 11.2% - 年齢の中央値: 43.2歳 - 性比（女性100人あたり男性の人口） - 総人口: 88.2 - 18歳以上: 85.5 収入と家計 - 収入の中央値 - 世帯: 41,304米ドル - 家族: 65,083米ドル |

## 観光

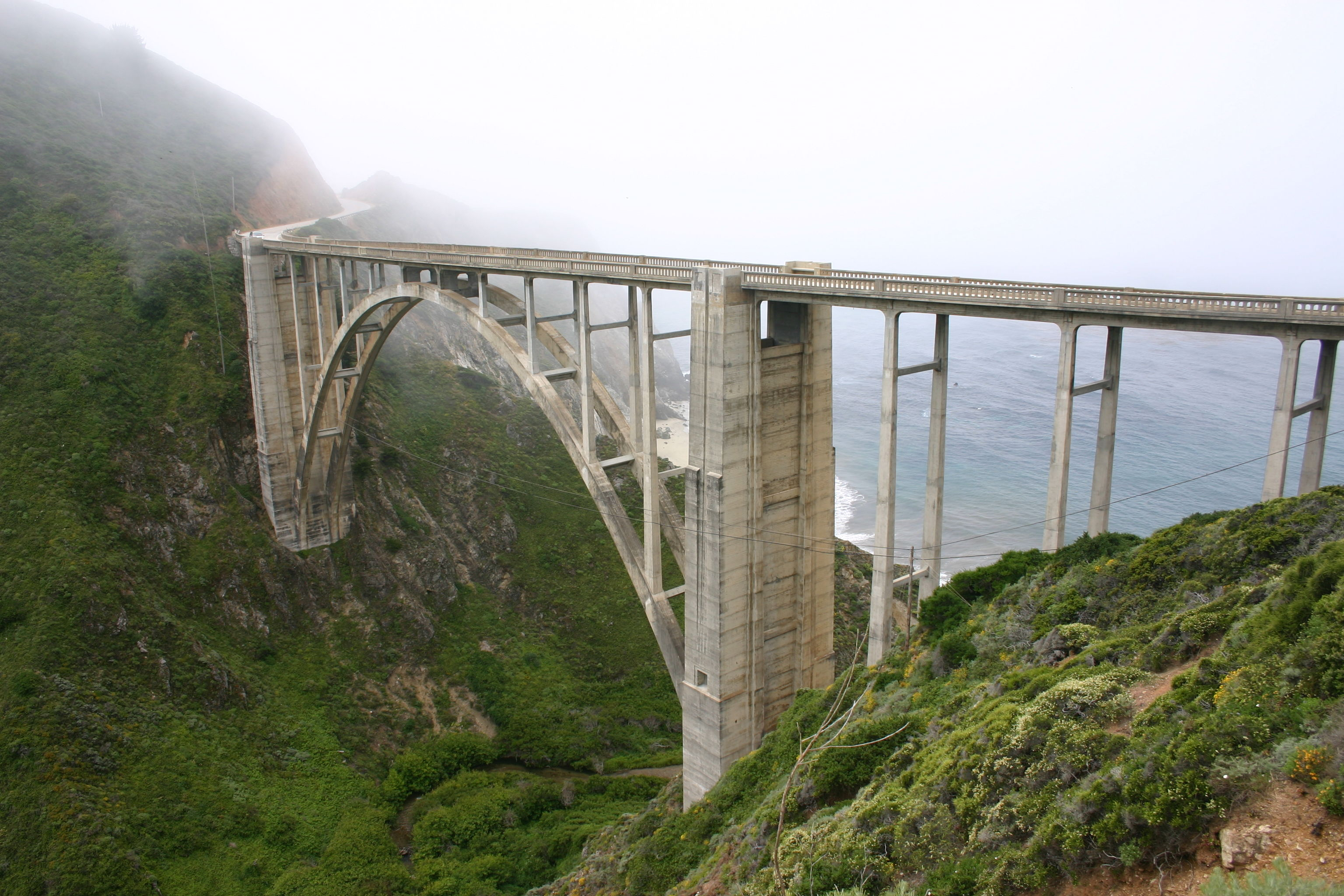
ビックスビークリーク橋

20世紀初期のビッグサーの住人の中には冒険好きの旅行者の食事など世話をする者がいたが、カリフォルニア州道1号線が開通してからは近代的な観光業となり、1940年代半ばにはガソリンを供給するのみに変わった。毎年ビッグサーを訪れる300万人の観光客は、州道1号線から離れることはない。隣接するサンタルシア山脈は大陸アメリカ合衆国の中でも最大級の海岸に近くて道が無い地域だからである。山脈の西側斜面に沿って走るこの州道は大半が太平洋の見える所にあり、海水面に近い高さから海面まで1,000フィート (300 m) の崖上まで高度が変化している。運転中に景色を眺めるのは推奨できないので、運転を止めて景色を堪能できるような多くの展望所が設置されている。州道1号線のビッグサーに入っている部分は世界とは言わずともアメリカ合衆国では最も景観の良いドライブコースの1つと見なされている。ウェブサイト"トリップアドバイザー"の2008年旅行者が選ぶ旅行目的地賞でアメリカ国内では第2位にランクされたのもこれが理由である。
ビッグサーの自然美を保存するための土地利用制限は、観光客のための施設が制限されていることも意味しており、利用料が高価な場合が多く、繁忙な夏季には予約が直ぐに埋まってしまう。サンシモンとカーメルの間、全長90マイル (140 km) の州道1号線沿いにあるホテルの客室は300室に満たない。ガソリンスタンドは僅か3軒であり、全国チェーンのホテル、スーパーマーケット、ファストフード店は1軒も無い。宿泊設備は田舎風のキャビン、モーテルを選ぶかキャンプ場があるが、高価な5つ星リゾートもある。ほとんどの宿泊設備とレストランはビッグサー川バレーに集まっており、そこでは州道1号線が海岸から数マイル離れてセコイアの森に近づいており、大洋風や夏の霧から守られている。
州道から景観を楽しむこと以外に、ハイキングや登山などアウトドア活動も楽しめる。ウォーキングに人気のある小さな海浜が幾つかあるが、潮流が安定せず海水温も低いために水泳には適していないことが多い。ビッグサーにある9つの州立公園には、ジュリア・ファイファー・バーンズ州立公園で太平洋に直接落下することでは数少ない滝の１つなど多くの見どころがある。ただし、観光客は動植物の保護のために海浜自体に入ることは認められていない。この滝は地域で初めて電化された崖側の住居の廃屋に近い。その他の著名な場所としてカリフォルニア州では唯一公開されている19世紀の灯台があり、霧の中で島のようにみえる風に吹きさらしの丘の上にある。

### 州立公園
以下のリストは北から南に並べてある。
- カーメル川州立公園
- ポイントロボス州立保護区
- ガラパタ州立公園
- ポイント・サー・ライトステーション州立歴史公園
- アンドリュー・モレラ州立公園
- ファイファー・ビッグサー州立公園
- ジュリア・ファイファー・バーンズ州立公園
- ジョン・リトル州立保護区
- ライムキルン州立公園

連邦政府の公園
- バンタナ原生林

## 名称の利用
2020年秋にリリースされた、AppleのコンピュータMacで使用される新バージョンのmacOSの名称として使われている 。